# Nazionale femminile di pallacanestro della Spagna
La nazionale di pallacanestro femminile della Spagna, selezione delle migliori giocatrici di nazionalità spagnola, viene gestita dalla FEB, acronimo di Federación Espaňola de Baloncesto, ai tornei internazionali di pallacanestro femminili per nazioni gestiti dalla FIBA.
Da novembre 2021 l'allenatore è Miguel Méndez.

## Storia
La nazionale spagnola ha partecipato ventuno volte alla fase finale dell'EuroBasket, riuscendo a conquistare in tutto dodici medaglie, record europeo condiviso con la Francia.

## Piazzamenti
Olimpiadi
- 1992 - 5°
- 2004 - 6°
- 2008 - 5°
- 2016 -  2º
- 2020 - 6º
- 2024 - 5º

Mondiali
- 1994 - 8°
- 1998 - 5°
- 2002 - 5°
- 2006 - 8°
- 2010 -  3º
- 2014 -  2º
- 2018 -  3º

Europei
- 1974 - 12°
- 1976 - 10°
- 1978 - 11°
- 1980 - 10°
- 1983 - 11°
- 1985 - 10°
- 1987 - 6°
- 1993 -  1°
- 1997 - 5°
- 2001 -  3°
- 2003 -  3°
- 2005 -  3°

- 2007 -  2°
- 2009 -  3°
- 2011 - 9°
- 2013 -  1°
- 2015 -  3°
- 2017 -  1°
- 2019 -  1°
- 2021 - 7°
- 2023 -  2°
- 2025 -  2°

Mediterranei
- 1991 -  1°
- 1993 -  3°
- 1997 - 5°
- 2001 -  3°
- 2005 -  3°

## Allenatori
| Anni      | Allenatore             | Partite |
| --------- | ---------------------- | ------- |
| 1963-1974 | Cholo Méndez           | 8       |
| 1974-1979 | Josep María Solà       | 50      |
| 1979      | Chema Buceta           | 3       |
| 1979-1984 | María Planas           | 54      |
| 1985-1992 | Chema Buceta           | 177     |
| 1992-1998 | Manolo Coloma          | 99      |
| 1999-2004 | Vicente Rodríguez      | 79      |
| 2005-2006 | Domingo Díaz           | 33      |
| 2007-2009 | Evaristo Pérez         | 53      |
| 2010-2011 | José Ignacio Hernández | 33      |
| 2015      | Víctor Lapeña          | 2       |
| 2012-2021 | Lucas Mondelo          | 152     |
| 2021-     | Miguel Méndez          |         |

## Formazioni

### Olimpiadi
Pallacanestro ai Giochi della XXV Olimpiade - Torneo femminile4 Hernández, 5 Mújica, 6 Ares, 7 Alonso, 8 Pulgar, 9 Geuer, 10 Vara, 11 Álvaro, 12 Messa, 13 Ferragut, 14 Cebrián, 15 Castrejana,        All. Chema Buceta
Pallacanestro ai Giochi della XXVIII Olimpiade - Torneo femminile4 Blanco, 5 Sánchez, 6 Palau, 7 Martínez, 8 Fernández, 9 Valdemoro, 10 Aguilar, 11 García, 12 Pons, 13 Ferragut, 14 Cebrián, 15 Pascua,        All. Vicente Rodríguez
Pallacanestro ai Giochi della XXIX Olimpiade - Torneo femminile4 Nicholls, 5 Lima, 6 Abalde, 7 Sánchez, 8 Pascua, 9 Palau, 10 Aguilar, 11 Martínez, 12 Montañana, 13 Valdemoro, 14 Revuelto, 15 Torrens,        All. Evaristo Pérez
Pallacanestro ai Giochi della XXXI Olimpiade - Torneo femminile2 Romero, 4 Nicholls, 6 Domínguez, 7 Torrens, 9 Palau, 10 Xargay, 11 Rodríguez, 13 Pascua, 15 Cruz, 19 Quevedo, 24 Gil, 45 Ndour,        All. Lucas Mondelo
Pallacanestro ai Giochi della XXXII Olimpiade - Torneo femminile5 Ouviña, 6 Domínguez, 7 Torrens, 9 Palau, 11 Rodríguez, 12 Cazorla, 13 Abalde, 14 Carrera, 18 Casas, 22 Conde, 24 Gil, 45 Ndour,        All. Lucas Mondelo
Pallacanestro ai Giochi della XXXIII Olimpiade - Torneo femminile4 Ortiz, 6 Gil, 7 Torrens, 8 Araújo, 9 Casas, 10 Romero, 11 Rodríguez, 12 Cazorla, 13 Vilaró, 17 Gustafson, 20 Ginzo, 22 Conde,        All. Miguel Méndez

### Mondiali
Campionato mondiale femminile di pallacanestro 19944 Grande, 5 Mújica, 6 Ares, 7 Xantal, 8 Alonso, 9 Henningsen, 10 Valero, 11 Álvaro, 12 Lobón, 13 Ferragut, 14 Cebrián, 15 Sánchez,        All. Manuel Coloma
Campionato mondiale femminile di pallacanestro 19984 Grande, 5 Sánchez, 6 Anula, 7 Aguilar, 8 Alonso, 9 Valdemoro, 10 Valero, 11 Álvaro, 12 Pons, 13 Ferragut, 14 Cebrián, 15 García,        All. Manuel Coloma
Campionato mondiale femminile di pallacanestro 20024 García, 5 R. Sánchez, 6 Palau, 7 Zurro, 8 Fernández, 9 Valdemoro, 10 Mirchandani, 11 I. Sánchez, 12 Pons, 13 Ferragut, 14 Cebrián, 15 Pascua,        All. Vicente Rodríguez
Campionato mondiale femminile di pallacanestro 20064 Pina, 5 Fernández, 6 Palau, 7 Sánchez, 8 Domínguez, 9 Seguí, 10 Aguilar, 11 Martínez, 12 Montañana, 13 Valdemoro, 14 Montesdeoca, 15 Pascua,        All. Domingo Díaz
Campionato mondiale femminile di pallacanestro 20104 Nicholls, 5 Fernández, 6 Lyttle, 7 Lima, 8 Pascua, 9 Palau, 10 Aguilar, 11 Martínez, 12 Montañana, 13 Valdemoro, 14 Cruz, 15 Torrens,        All. Jose Hernández
Campionato mondiale femminile di pallacanestro 20144 Nicholls, 5 Romero, 6 Domínguez, 7 Torrens, 8 Rodríguez, 9 Palau, 10 Xargay, 11 Martínez, 12 Gil, 13 Pascua, 14 Lyttle, 15 Cruz,        All. Lucas Mondelo
Campionato mondiale femminile di pallacanestro 20184 Nicholls, 5 Ouviña, 6 Domínguez, 7 Torrens, 9 Palau, 10 Xargay, 15 Cruz, 18 Casas, 19 Arrojo, 24 Gil, 28 Sánchez, 45 Ndour,        All. Lucas Mondelo

### Europei
Campionato europeo femminile di pallacanestro 19744 Famadas, 5 Monsalve, 6 Castillo, 7 Navío, 8 Herrero, 9 Liboreiro, 10 García, 11 Suárez, 12 Cot, 13 Bartrán, 14 Lorenzo, 15 Fraile,        All. José María Solá
Campionato europeo femminile di pallacanestro 19764 M. Castillo, 5 Epalza, 6 R. Castillo, 7 Calvet, 8 Herrero, 9 Liboreiro, 10 García, 11 Bartrán, 12 Marrero, 13 Suárez, 14 Lorenzo, 15 Navío,        All. José María Solá
Campionato europeo femminile di pallacanestro 19784 Martínez, 5 Barnola, 6 Castillo, 7 R. Jiménez, 8 Liboreiro, 9 A. Jiménez, 10 García, 11 Bartrán, 12 Marín, 13 Suárez, 14 Rubiales, 15 Bengoa,        All. José María Solá
Campionato europeo femminile di pallacanestro 19804 Martínez, 5 Gras, 6 Castillo, 7 A. Jiménez, 8 Marín, 9 R. Jiménez, 10 García, 11 Bartrán, 12 Fraile, 13 Suárez, 14 Llop, 15 Junyer,        All. María Planas
Campionato europeo femminile di pallacanestro 19834 Martínez, 5 Zapata, 6 Jiménez, 7 García, 8 Araújo, 9 Eizaguirre, 10 Junyer, 11 Moreno, 12 L. Sánchez, 13 Gras, 14 R. Sánchez, 15 Ruiz,        All. María Planas
Campionato europeo femminile di pallacanestro 19854 Eizaguirre, 5 Elías, 6 Castillo, 7 Zapata, 8 Geuer, 9 R. Jiménez, 10 Junyer, 11 C. Jiménez, 12 Llop, 13 Sánchez, 14 Messa, 15 Ruiz,        All. Chema Buceta
Campionato europeo femminile di pallacanestro 19874 Hernández, 5 Mújica, 6 Castillo, 7 C. Jiménez, 8 Alonso, 9  R. Jiménez, 10 Junyer, 11 Eizaguirre, 12 Messa, 13 Sánchez, 14 Geuer, 15 Llop,        All. Chema Buceta
Campionato europeo femminile di pallacanestro 19934 Grande, 5 Mújica, 6 Ares, 7 Xantal, 8 Alonso, 9 Geuer, 10 Valero, 11 Álvaro, 12 Messa, 13 Ferragut, 14 Cebrián, 15 Sánchez,        All. Manuel Coloma
Campionato europeo femminile di pallacanestro 19954 Grande, 5 Mújica, 6 Anula, 7 Rodríguez, 8 Alonso, 9 Valdemoro, 10 Valero, 11 Álvaro, 12 Messa, 13 Bezos, 14 Cebrián, 15 Sánchez,        All. Manuel Coloma
Campionato europeo femminile di pallacanestro 19974 Grande, 5 Sánchez, 6 Anula, 7 Aguilar, 8 Alonso, 9 Valdemoro, 10 Valero, 11 Álvaro, 12 Pons, 13 Ferragut, 14 Cebrián, 15 Aramberri,        All. Manuel Coloma
Campionato europeo femminile di pallacanestro 20014 Aguilar, 5 Sánchez, 6 Anula, 7 Peláez, 8 Gallego, 9 Zurro, 10 Mirchandani, 11 García, 12 Pons, 13 Ferragut, 14 Cebrián, 15 López,        All. Vicente Rodríguez
Campionato europeo femminile di pallacanestro 20034 Camps, 5 Sánchez, 6 Palau, 7 Seguí, 8 Fernández, 9 Valdemoro, 10 Martínez, 11 García, 12 Pons, 13 Ferragut, 14 Cebrián, 15 Pascua,        All. Vicente Rodríguez
Campionato europeo femminile di pallacanestro 20054 Camps, 5 Fernández, 6 Palau, 7 Xantal, 8 Gallego, 9 Valdemoro, 10 Aguilar, 11 Martínez, 12 Montañana, 13 Ferragut, 14 Montesdeoca, 15 Pascua,        All. Domingo Díaz
Campionato europeo femminile di pallacanestro 20074 Camps, 5 Lima, 6 Morales, 7 Sánchez, 8 Pascua, 9 Palau, 10 Aguilar, 11 Martínez, 12 Montañana, 13 Valdemoro, 14 Herradas, 15 Zurro,        All. Evaristo Pérez
Campionato europeo femminile di pallacanestro 20094 Nicholls, 5 Lima, 6 Domínguez, 7 Sánchez, 8 Pascua, 9 Palau, 10 Aguilar, 11 Abalde, 12 Montañana, 13 Valdemoro, 14 Cruz, 15 Torrens,        All. Evaristo Pérez
Campionato europeo femminile di pallacanestro 20114 Nicholls, 5 Lima, 6 Domínguez, 7 Torrens, 8 Pascua, 9 Palau, 10 Aguilar, 11 Xargay, 12 Montañana, 13 Valdemoro, 14 Lyttle, 15 Cruz,        All. Jose Hernández
Campionato europeo femminile di pallacanestro 20134 Nicholls, 5 Lima, 6 Domínguez, 7 Torrens, 8 Ouviña, 9 Palau, 10 Aguilar, 11 Xargay, 12 Gil, 13 Valdemoro, 14 Lyttle, 15 Casas,        All. Lucas Mondelo
Campionato europeo femminile di pallacanestro 20154 Nicholls, 5 Romero, 6 Domínguez, 7 Torrens, 8 Ndour, 9 Palau, 10 Xargay, 11 Martínez, 12 Gil, 13 Pascua, 14 Herrera, 15 Cruz,        All. Lucas Mondelo
Campionato europeo femminile di pallacanestro 20174 Nicholls, 6 Domínguez, 7 Torrens, 9 Palau, 10 Xargay, 11 Rodríguez, 14 Lyttle, 15 Cruz, 20 Romero, 22 Conde, 24 Gil, 28 Sánchez,        All. Lucas Mondelo
Campionato europeo femminile di pallacanestro 20193 Vilaró, 4 Nicholls, 5 Ouviña, 6 Domínguez, 9 Palau, 10 Xargay, 13 Abalde, 15 Cruz, 17 Pina, 18 Casas, 24 Gil, 45 Ndour,        All. Lucas Mondelo
Campionato europeo femminile di pallacanestro 20215 Ouviña, 6 Domínguez, 9 Palau, 11 Rodríguez, 12 Cazorla, 14 Carrera, 18 Casas, 20 Ginzo, 22 Conde, 24 Gil, 33 Quevedo, 45 Ndour,        All. Lucas Mondelo
Campionato europeo femminile di pallacanestro 20235 Ouviña, 6 Domínguez, 7 Torrens, 9 Casas, 11 Rodríguez, 12 Cazorla, 14 Carrera, 20 Ginzo, 21 Pendande, 22 Conde, 24 Gil, 33 Quevedo,        All. Miguel Méndez
Campionato europeo femminile di pallacanestro 20252 Buenavida, 3 Etxarri, 4 Ortiz, 6 Ayuso, 7 Torrens, 8 Araújo, 9 Pueyo, 11 Fam, 13 Vilaró, 14 Carrera, 20 Ginzo, 44 Martín,        All. Miguel Méndez

### Mediterranei
Pallacanestro femminile agli XI Giochi del Mediterraneo4 Hernández, 5 Mújica, 6 Ares, 7 Alonso, 8 Pulgar, 9 Geuer, 10 Vara, 11 Álvaro, 12 Messa, 13 Ferragut, 14 Cebrián, 15 Castrejana,        All. Chema Buceta
Pallacanestro femminile ai XII Giochi del Mediterraneo4 Grande, 5 Remiro, 6 Ares, 7 Xantal, 8 Alonso, 9 Lobón, 10 Valero, 11 Álvaro, 12 González, 13 Ferragut, 14 Cebrián, 15 Sánchez,        All. Manuel Coloma
Pallacanestro femminile ai XIV Giochi del MediterraneoAlonso, Checa, Delgado, Fernández, Jordana, Llamas, Morales, Palau, Pascua, Sánchez, Seguí, Villar, All. Juan Corral
Pallacanestro femminile ai XV Giochi del MediterraneoÁlamo, Antoja, Blanco, Camps, Gallego, Jordana, Montañana, Montesdeoca, Navarrete, Palomares, Seguí, Zurro, All. -

## Nazionali giovanili
- Selezioni giovanili della nazionale di pallacanestro femminile della Spagna